# Diego Camacho
Diego Camacho (Santa Cruz de la Sierra, 21 de Maio de 1983) é um tenista profissional boliviano, represente assiduo da Equipe Boliviana de Copa Davis, tambem disputou as Olimpiadas de Sydney 2000, caindo na primeira rodada para o estadunidense Jeff Tarango.